# Luyện cốc
Luyện cốc là quá trình nung than trong điều kiện không có không khí (oxy) đến nhiệt độ trên 600 °C, loại bỏ các thành phần dễ bay hơi của than thô, để lại một vật liệu xốp cứng, mạnh, có hàm lượng carbon cao, được gọi là than cốc. Than cốc gần như hoàn toàn là hidrôcarbon. Độ xốp làm cho nó có diện tích bề mặt lớn, làm cho nó cháy nhanh hơn (cũng như một tờ giấy so với một khúc gỗ). Khi một kilôgam than được đốt, nó giải phóng nhiều nhiệt hơn một kilôgam than thô ban đầu.
Than cốc đủ mạnh để được sử dụng làm nhiên liệu trong lò cao. Trong một quá trình liên tục, than cốc, quặng sắt và đá vôi được trộn với nhau, và đưa vào từ phía trên cùng của lò cao, và ở đáy là sắt nóng chảy và xỉ lò, được loại bỏ. Các nguyên liệu liên tục di chuyển xuống lò cao. Trong quá trình liên tục này, nhiều nguyên liệu thô được đặt lên trên và than cốc phải chịu được trọng lượng ngày càng tăng của các nguyên liệu thô bên trên nó. Do khả năng chịu được lực nghiền, tỏa ra năng lượng cao và đốt cháy nhanh, làm cho than cốc trở nên lý tưởng để sử dụng trong lò cao.

## Luyện cốc dầu khí
Luyện cốc là một đơn vị hoạt động của nhà máy lọc dầu, nâng cấp vật liệu gọi từ đáy từ cột chưng cất khí quyển hoặc chân không thành các sản phẩm có giá trị cao hơn và sản xuất than cốc dầu mỏ một vật liệu giống như than. Trong xúc tác không đồng nhất, quá trình bị cản trở vì clinker chặn các vị trí xúc tác. Than cốc là đặc trưng của các phản ứng nhiệt độ cao liên quan đến nguyên liệu hydrocarbon. Thông thường, quá trình luyện cốc được đảo ngược bằng quá trình đốt cháy, với điều kiện chất xúc tác như vậy.
Một phương trình đơn giản hóa cho luyện cốc được thể hiện trong trường hợp ethylene:
3 C2H4 → 2C("than cốc") + 2C2H6
Một cái nhìn thực tế hơn nhưng phức tạp hơn liên quan đến sự alkyl hóa một vòng thơm của hạt nhân than cốc. Do đó, các chất xúc tác có tính axit đặc biệt dễ luyện vì chúng có hiệu quả trong việc tạo ra các carbocations (tức là các tác nhân alkyl hóa).
Than cốc là một trong một số cơ chế để khử hoạt tính của chất xúc tác không đồng nhất. Các cơ chế khác bao gồm thiêu kết, khử và chuyển pha của chất xúc tác.